# Rio Gura Văii
O Rio Gura Văii é um rio da Romênia, afluente do Cremene, localizado no distrito de Vrancea.